# TvR Medienverlag
Der TvR Medienverlag ist ein 2006 in Jena gegründeter Buchverlag, der von der Thuß und van Riesen GbR geführt wird.
Der Verlag tritt mit dem Slogan „We Move Ideas“ auf. Er publiziert unter anderem Bücher von Edgar Gärtner, Ayn Rand, Vera Lengsfeld, Eckart Kleßmann, Gernot Patzelt, Michael von Prollius, Matthias Heitmann und Erich Weede.
Es bestehen enge Verbindungen zwischen dem Verlag und der Klimaleugnerszene. Verlagsgründer Holger Thuß ist zugleich Leiter der Europaabteilung von CFACT, einem unter anderem von der US-Ölindustrie finanzierten US-Thinktank, der besonders aggressiv Anti-Klima-Rhetorik verbreitet, sowie Chef von EIKE, einem Briefkasten-Verein, der als das Zentrum der deutschen Klimaleugnerszene gilt. TvR veröffentlicht „klimaskeptische“ Bücher aus dem Umfeld von EIKE und CFACT sowie von anderen Autoren, so von Fred Singer, Michael Limburg (Vizepräsident von EIKE) und zwei kürzere Werke des EIKE-Pressesprechers Horst-Joachim Lüdecke. Ebenfalls teilen sich EIKE, CFACT Europe und der TvR Medienverlag das gleiche Postfach in Jena.
2014 war der Verlag auf der Mitteldeutschen Buchmesse für Kleinverlage und Selbstverleger in Pößneck vertreten.